# 1996 au Liban
Chronologie du Liban
- 1992
- 1993
- 1994
- 1995
- 1996
- 1997
- 1998
- 1999
- 2000

Cet article présente les faits marquants de l'année 1996 au Liban ou concernant ce pays.

## Évènements
- 5 janvier : Yahia Ayache, responsable du Hamas, est tué par l'explosion de son téléphone[1].
- 4 au 8 avril : le Président de la république française, Jacques Chirac est en visite au Liban et en Égypte[2].

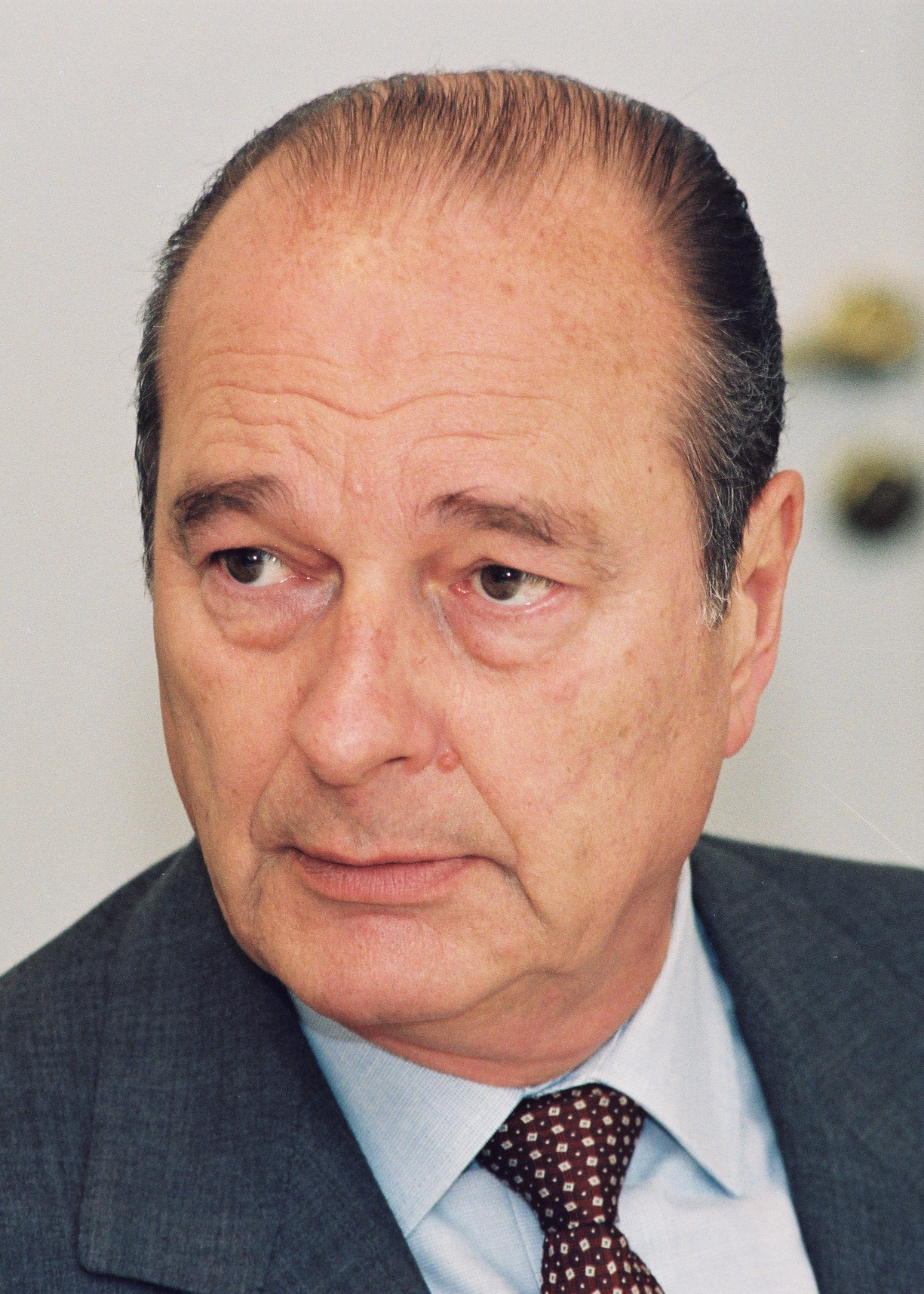
Jacques Chirac.

- 10 avril : déclenchement de l'opération Raisins de la colère par les Israéliens au Liban du Sud, en réaction aux tirs de roquettes du Hezbollah. Elle vise les infrastructures économiques mais provoque des pertes civiles. Les populations du sud fuient vers le nord.
- 18 avril : bombardement de Cana. Un bombardement israélien sur un camp de la FINUL fait 102 morts civils au Liban et des centaines de blessés.
- 26 avril : un cessez-le-feu est obtenu au Liban du Sud grâce à une médiation franco-américaine. Des comités de surveillance sont mis en place.
- 18 août-15 septembre : élections législatives au Liban, qui consacrent un net pluralisme politique[3].

## Sport
- Le Liban participe aux Jeux olympiques d'été de 1996 à Atlanta.
- Championnat du Liban de football 1995-1996 : c'est le club d'Al Ansar, tenant du titre depuis 1988, qui remporte à nouveau le championnat cette saison, après avoir terminé en tête du classement final avec onze points sur Safa Beyrouth et dix-huit sur un duo composé de Nejmeh SC et d'Al Borj. C'est le huitième titre de champion du Liban de l'histoire du club, qui réalise un nouveau doublé en s'imposant en finale de la Coupe du Liban face à Nejmeh.